# Ben Allen
Benjamin 'Ben' Allen ( Santa Mónica, California, 13 de marzo de 1978) es un abogado y político demócrata estadounidense. Ha sido un Senador Estatal de California, representando al 26.º distrito desde 2015. Él anteriormente prestó servicio como Estudiante Regente de la Universidad de California y miembro de la junta escolar del Distrito Escolar Unificado de Santa Mónica-Malibú.

## Vida personal y educación
Allen nació en una familia judía y se crio en Santa Mónica, California. De 2003 a 2005, Allen trabajó para el congresista José Serrano.  Allen obtuvo un título de Grado en la Universidad de Harvard en el año 2000, un máster en la Universidad de Cambridge en 2001, un Doctorado en Derecho en la Facultad de Derecho de la UC Berkeley en 2008, y fue admitido Abogado por el Estado de California en diciembre de 2008.
Allen actualmente es un profesor adjunto de Derecho en la Facultad de Derecho de UCLA y abogado privado. Vive en Santa Mónica.

## Carrera política
Mientras estaba en Berkeley, Allen fue Estudiante Regente designado en la Universidad de California de 2006 a 2007 y como Estudiante Regente de 2007 a 2008. Con anterioridad a su elección al Senado Estatal, Allen fue miembro de la junta escolar del  Distrito Escolar Unificado de Santa Mónica-Malibú y Presidente del Comité del Condado de Los Ángeles sobre la Organización de la Junta Escolar. Allen fue elegido por primera vez para el Distrito Escolar Unificado de Santa Mónica-Malibú en 2008 y reelegido en 2012. Fue Presidente de la junta escolar de 2012 a 2013.

### Senado Estatal
Allen anunció su candidatura para el rediseñado 26.º distrito en febrero de 2014.  Sus principales opositores en las primarias eran la alcaldesa de Manhattan Beach Amy Howorth , la ex-asambleísta Betsy Butler , y la abogada de justicia social Sandra Fluke .     
Después de terminar en el primer lugar en las elecciones primarias de junio de 2014, derrotó a Fluke en las elecciones generales de noviembre de 2014 .